# Ceylon (Minnesota)
Ceylon és una població dels Estats Units a l'estat de Minnesota. Segons el cens del 2000 tenia 413 habitants.

## Demografia
Segons el cens del 2000, Ceylon tenia 413 habitants, 175 habitatges, i 121 famílies. La densitat de població era de 245,3 habitants per km².
Dels 175 habitatges en un 28% hi vivien nens de menys de 18 anys, en un 59,4% hi vivien parelles casades, en un 6,3% dones solteres, i en un 30,3% no eren unitats familiars. En el 24,6% dels habitatges hi vivien persones soles l'11,4% de les quals corresponia a persones de 65 anys o més que vivien soles. El nombre mitjà de persones vivint en cada habitatge era de 2,36 i el nombre mitjà de persones que vivien en cada família era de 2,8.
Per edats la població es repartia de la següent manera: un 24,2% tenia menys de 18 anys, un 7,3% entre 18 i 24, un 22,5% entre 25 i 44, un 24,7% de 45 a 60 i un 21,3% 65 anys o més.
L'edat mediana era de 41 anys. Per cada 100 dones de 18 o més anys hi havia 101,9 homes.
La renda mediana per habitatge era de 31.100 $ i la renda mediana per família de 32.708 $. Els homes tenien una renda mediana de 23.889 $ mentre que les dones 23.125 $. La renda per capita de la població era de 15.607 $. Entorn del 9,6% de les famílies i el 17,6% de la població estaven per davall del llindar de pobresa.

## Poblacions més properes
El següent diagrama mostra les poblacions més properes.